# 史蒂菲·鮑姆
史蒂菲·鮑姆（英語：Stefi Baum，1958年12月11日—）是一名美國天文學家。美國天文學會於1993年授予她安妮·坎農天文學獎，以表彰她的工作。鮑姆協助開發了哈伯太空望遠鏡，並從2004年開始擔任羅徹斯特理工學院切斯特·F·卡爾森成像科學中心主任

## 早年生活和教育
鮑姆於1958年12月11日出生於伊利諾州芝加哥，父親是數學家倫納德·鮑姆（Leonard Baum）。她曾就讀於紐澤西州普林斯頓的普林斯頓公立高中，並於1976年畢業。鮑姆以優異成績獲得哈佛大學物理學士學位，並在馬里蘭大學獲得天文學博士學位。她現任曼尼托巴大學理學院院長兼物理學和天文學教授。

## 職業生涯
鮑姆是曼尼托巴大學理學院院長、物理和天文學教授。在此之前，鮑姆曾於2011年9月至2012年7月在拉德克利夫高等研究院擔任卡申研究員。。2002年，鮑姆成為美國國務院和美國物理聯合會外交研究員計畫的高級科學/外交研究員，2004年離職。1999年至2002年，鮑姆在太空望遠鏡科學研究所（STScI）擔任工程和軟體服務部門主管。在此期間，她還於1999年擔任科學與工程支援部副部長一職。1996年至1998年，鮑姆擔任STScI攝譜儀小組組長。1991年至1995年，鮑姆擔任STScI檔案科學家。1990 年至1991年，鮑姆在約翰霍普金斯大學獲得獎學金。1987年至1990年，鮑姆在荷蘭Dwingeloo的荷蘭天文學研究基金會從事天文學研究。

## 榮譽
鮑姆在其職業生涯中獲得許多獎項，其中包括：
- 安妮·坎農天文學獎（1993年）[2]
- 太空望遠鏡科學研究所檔案開發/部署集體成就獎（1993年）[6]
- 太空望遠鏡科學研究所檔案開發/部署個人成就獎（1993年）[6]
- 太空望遠鏡科學研究所集體成就獎，數據品質項目（1996年）[5]
- 太空望遠鏡科學研究所個人成就獎，太空望遠鏡成像光譜儀（1996年）[6]
- 太空望遠鏡科學研究所團體成就獎，太空望遠鏡成像攝譜儀團隊（1996年）[6]
- 美國國家航空暨太空總署卓越獎，哈伯太空望遠鏡維修任務3A（1999年）[5]
- 勞力士成就獎，每年頒發給一名女大學曲棍球運動員和一名男大學曲棍球運動員，以表彰他們支持社會的職業成就（1999年）
- 太空望遠鏡科學研究所管理與領導個人成就獎（2002年）[3]
- 美國物理聯合會——美國國務院獎學金（2002/2003年）[5]
- 羅徹斯特理工學院百萬美元俱樂部（2005年）[6][8]
- 美國天文學會遺產研究員（2020年）[9]